# Guerreros Unidos

Einflussbereich des Kartell 'Guerreros Unidos'

Guerreros Unidos (deutsch „Vereinigte Krieger“) ist eine kriminelle Vereinigung, die vorwiegend im Drogenhandel tätig ist. Sie ist im Norden des mexikanischen Bundesstaates Guerrero beheimatet, agiert aber auch in den benachbarten Bundesstaaten Morelos und México.
Internationale Bekanntheit erlangte sie durch die Aussage zweier Bandenmitglieder, wonach die am 26. September 2014 verschwundenen 43 Studenten von einer örtlichen Polizeieinheit an die Verbrecherorganisation übergeben wurden. Die Festgenommenen gestanden, 17 der vermissten Studenten selbst ermordet und in einem Massengrab verscharrt zu haben. Die Anweisung zur Ermordung der Studenten sei vom Bandenboss „El Chuky“ gekommen. Einer Quelle zufolge soll der Ermordung eine Verwechslung zugrunde gelegen haben. Demnach hätten die Banditen der „Guerreros Unidos“ die Studenten für Mitglieder der verfeindeten Gang Los Rojos gehalten.

## Geschichte
Die „Guerreros Unidos“ sind möglicherweise als ein Nebenprodukt der ehemaligen Verbrecherorganisation La Familia Michoacana entstanden, denn der Name der neuen Vereinigung tauchte, soweit nachvollziehbar, erstmals im Dezember 2011 auf einem Banner mit der Aufschrift „Guerrero Unidos brazo armado de La F.M.“ (Guerrero Unidos, bewaffneter Arm der La F.M., der Kurzbezeichnung für „La Familia Michoacana“) auf.
Doch diese Verbindung, wenn es sie denn tatsächlich gab, war anscheinend nur von kurzer Dauer, weil die Gruppe sich entweder selbständig machen wollte oder von einer anderen Bande unterwandert worden war, wie die erste landesweit Aufsehen und Abscheu erregende Tat der „Guerreros Unidos“ verriet; denn am 18. März 2012 wurden am Ortseingang der Gemeinde Teloloapan die abgeschlagenen Köpfe von sieben Männern und drei Frauen gefunden, die mit einer eindeutigen Botschaft versehen waren: „Das wird das Schicksal all derer sein, die La F.M. unterstützen. Aufrichtig, Guerreros Unidos“.
Im Gegensatz zur oben zitierten Quelle werden die „Guerreros Unidos“ ansonsten in der Regel als ein Produkt des ehemaligen Beltrán-Leyva-Kartells bzw. einer seiner Splittergruppen beschrieben. Nachdem deren langjähriger Bandenboss und Namensgeber Marcos Arturo Beltrán-Leyva im Dezember 2009 bei einem Schusswechsel mit der mexikanischen Armee ums Leben gekommen war, zerfiel das von ihm aufgebaute Kartell in mehrere, miteinander rivalisierende Einheiten. Aus einer dieser Gruppen sollen die „Guerreros Unidos“ entstanden sein.
Wie sich inzwischen herausgestellt hat, herrschten die „Guerreros Unidos“ faktisch über die Stadt Iguala. Die Frau des Bürgermeisters, María de los Ángeles Pineda Villa, stammt aus einer Drogenhändlerfamilie (zwei ihrer Brüder wurden 2009 bei einem internen Machtkampf im Kartell Beltrán Leyva erschossen) und war nach Einschätzung der Ermittler die örtliche Chefin der „Guerreros Unidos“. Nachdem die Studenten verschwunden waren, sind auch der Bürgermeister José Luis Abarca Velázquez, seine Ehefrau und der örtliche Sicherheitschef untergetaucht. Einer Aussage des festgenommenen Bandenchefs Sidronio Casarrubias Salgado zufolge haben die „Guerreros Unidos“ die Behörden in Iguala unterwandert und entschieden quasi über die Vergabe von Posten in der örtlichen Polizei. Am 4. November 2014 wurde das auf der Flucht befindliche Bürgermeister-Ehepaar in einem leerstehenden Haus in Mexiko-Stadt aufgespürt und festgenommen.